# 龍眼雞
龍眼雞（学名：Pyrops candelaria）为蠟蟬科東方蠟蟬屬下的一个种。分佈於香港、广东、广西、金門島、烈嶼、越南、寮國、泰國以及其他東南亞國家。2018年8月起，在台灣的新北市八里區、五股區一帶發現龍眼雞的蹤跡。
龍眼雞是東方蠟蟬屬的模式種，一如其他同屬物種，龍眼雞以吸食樹液為生，本種主要吸食龍眼以及荔枝的樹液，而方法是以其細長的啄刺破樹皮吸食流出的樹液。
龍眼雞體色豔麗，因此其標本十分受收藏家的追捧。在廣東省一些地方，有將龍眼雞油炸食用。但因可能對龍眼以及荔枝樹造成煤煙病危害，被視為農業害蟲。